# Furggen
Il Furggen (detto anche Furgggrat) è una montagna di 3.492 m s.l.m. delle Alpi Pennine, lungo la frontiera tra l'Italia (Valle d'Aosta) e la Svizzera (Canton Vallese).

## Accesso

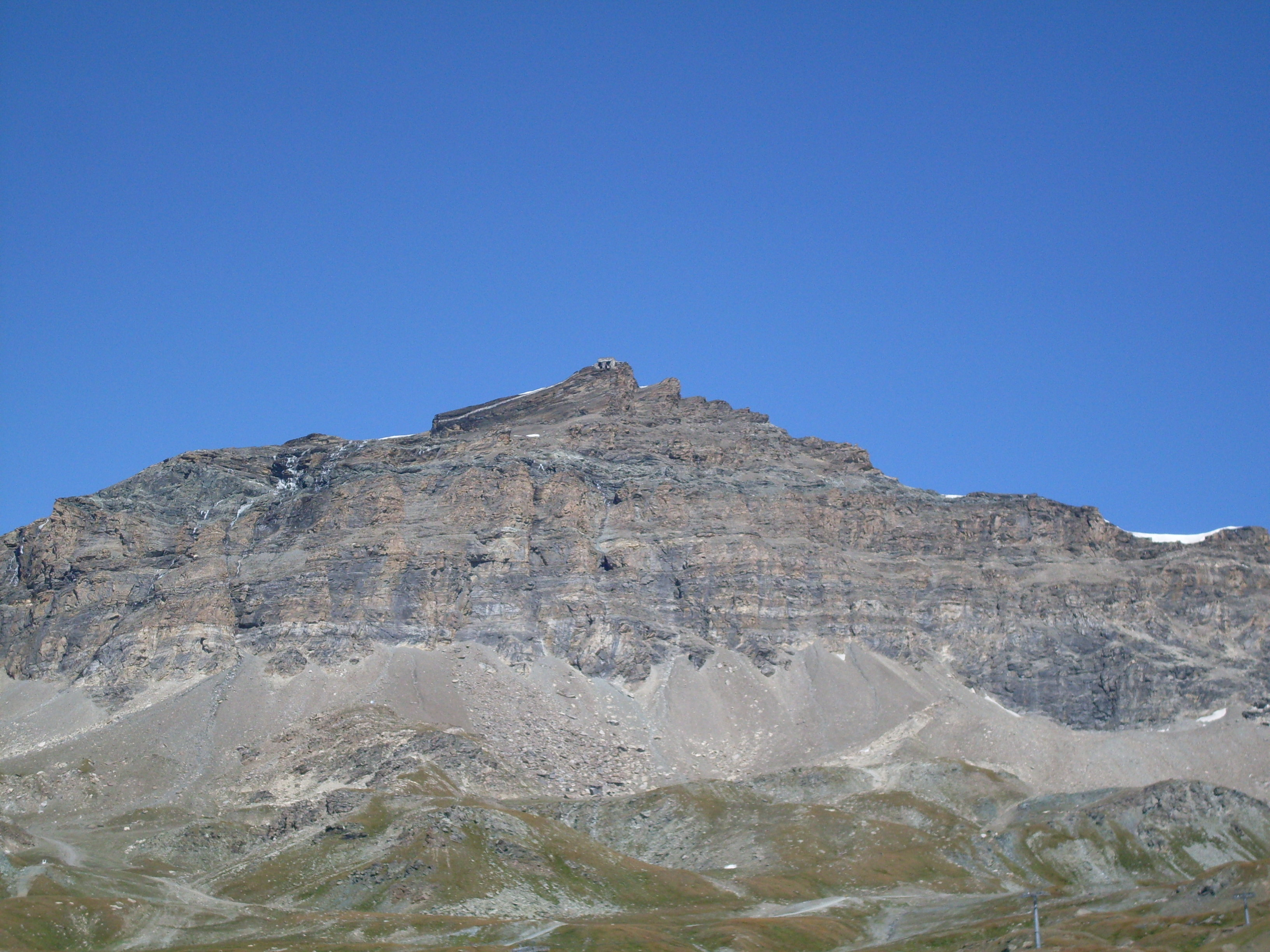
Durante la tarda estate, la montagna si presenta senza innevamento

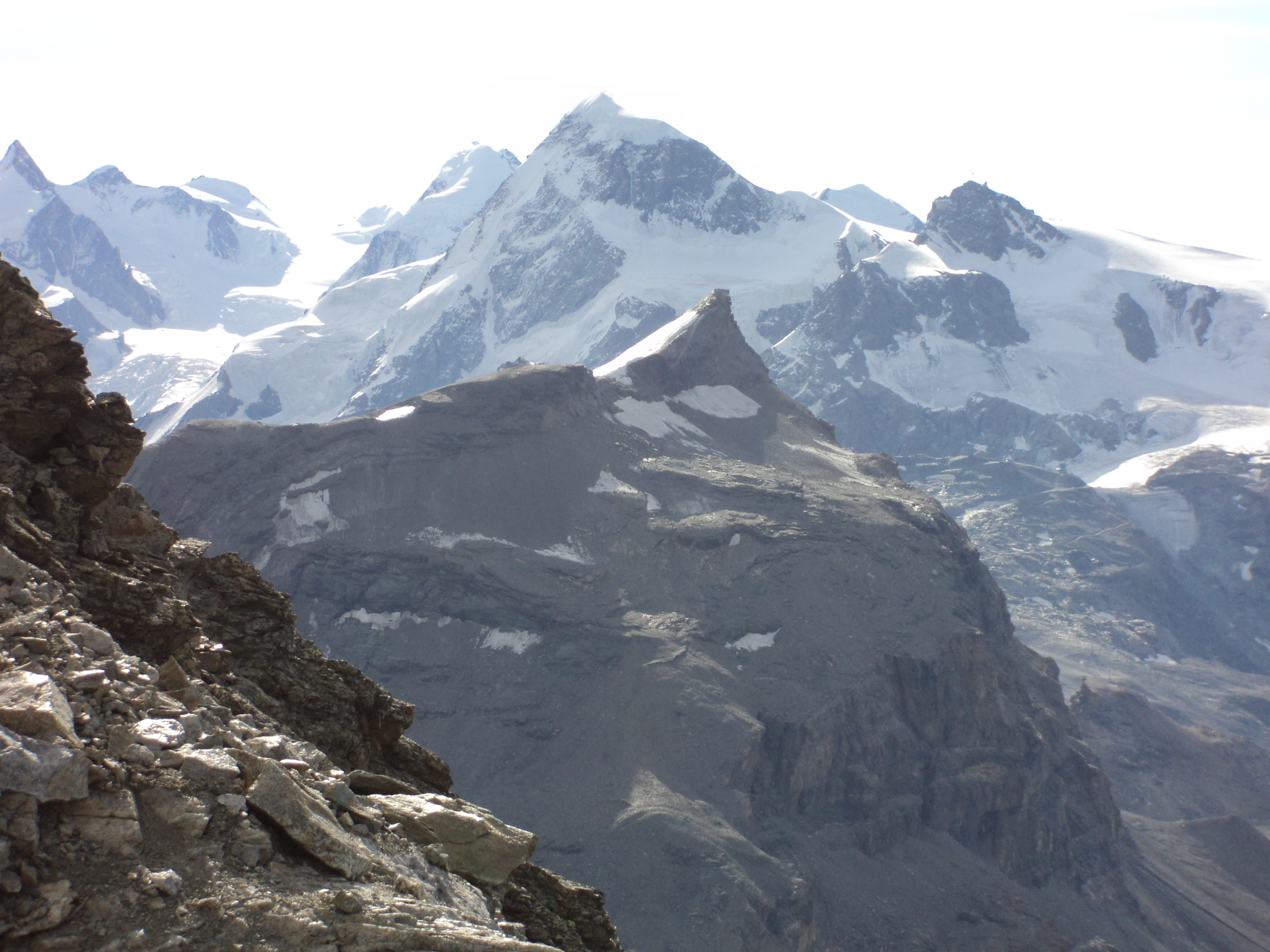
Versante ovest

La salita alla vetta può avvenire in diversi modi: partendo da Plan Maison e risalendo il tracciato della vecchia pista da sci, oppure utilizzando la funivia del Plateau Rosa per raggiungere la Testa Grigia e proseguire verso la cima lungo la Cresta del Furggen. Un terzo itinerario è possibile partendo dalla Svizzera: dove è possibile salire in ovovia fino al Trockener Steg (2939 m) o fermarsi prima al Furgg (2432 m) e raggiungere la vetta dal versante nord-est.
Nell'estate 2012 è stata aperta una nuova via alpinistica sulla parete sud della montagna, composta da 9 tiri di difficoltà variabile, da 4 a 6b.
Tutti gli itinerari sono alpinistici.

## La funivia
Il Furggen è particolarmente noto perché nel 1952 fu costruita la funivia, dietro impulso del conte Dino Lora Totino, che collegava la cima con la sottostante Plan Maison, inaugurata a Natale dello stesso anno. L'impianto consisteva in una campata unica lunga 2887 metri, dotata di rulli di appoggio. Il progetto, curato dall'ingegnere Vittorio Zignoli, noto per la sua partecipazione alla progettazione della Funivia dei Ghiacciai a Courmayeur e per il Traforo del Monte Bianco, richiese considerazioni avanzate, tra cui il tener conto della curvatura terrestre. Dalla vetta partiva una galleria a due uscite (realizzata nel 1956 e riammodernata nel 1979) che scendeva sulla sinistra, oppure si poteva uscire direttamente dalla stazione e immettersi direttamente in pista sulla cresta. Quest'ultimo tratto fu, tuttavia, chiuso definitivamente dopo un incidente fatale. Le cabine inizialmente erano di 25 persone (lo stesso modello fu usato a Courmayeur per Plan Checrouit), poi negli anni '70 la loro capienza fu ridotta a 20 e furono utilizzate cabine di forma quadrata.
La stazione di monte, progettata dell'architetto torinese Carlo Mollino, fu completata esclusivamente nella sua struttura in cemento armato, senza la prevista copertura spiovente e il relativo ristorante. In fase di costruzione furono rimosse alcune parti risultate eccedenti in territorio svizzero.
La manutenzione della relativa pista nera da sci era difficoltosa a causa della pendenza elevata dei primi due muri, i mezzi battipista infatti raramente riuscivano a raggiungere l'entrata della galleria, limitandosi a battere i primi 2/3 del percorso (a causa dell'assenza per i mezzi battipista di allora del verricello), raggiungibili tramite strada di servizio realizzata nel 1971. Inoltre, la pista non era servita dall'innevamento artificiale (realizzato invece sulla pista Ventina nei primi anni '90).
Nel marzo 1993, la funivia fu chiusa a seguito di un incidente che coinvolse una delle due funi traenti, causato dall'accumulo di ghiaccio durante la notte. Sebbene le funi fossero già state sostituite nel 1988, nel giugno dello stesso anno furono avviati studi di fattibilità per il rinnovo dell'impianto e l'incremento della sua capacità oraria, da 130 a circa 400/500 persone, mantenendo le stazioni esistenti; i progetti di rinnovamento proposti non furono poi messi in opera anche perché in quegli anni la Cervino S.p.A. scelse di concentrarsi su altri progetti di rinnovamento del comprensorio.
Nel 1994 la stazione di monte fu svuotata dalla mobilia tramite l'elicottero, e l'altare del 1966 dedicato a don Vietto fu spostato sul Plateau Rosa.
Nonostante la chiusura, la funivia e la relativa pista sono rimaste nel ricordo collettivo e sono tuttora accessibili tramite itinerari scialpinistici.